# Narycia euthygramma
Narycia euthygramma är en fjärilsart som beskrevs av Turner 1925. Narycia euthygramma ingår i släktet Narycia och familjen säckspinnare. Inga underarter finns listade i Catalogue of Life.